# Kostner (Metro de Chicago)
Kostner es una estación en la línea Rosa del Metro de Chicago. La estación se encuentra localizada en 2019 South Kostner Avenue en Chicago, Illinois. La estación Kostner fue inaugurada el 22 de mayo de 1907 y 17 de julio de 2003.  La Autoridad de Tránsito de Chicago es la encargada por el mantenimiento y administración de la estación.

## Descripción
La estación Kostner cuenta con 1 plataforma central y 2 vías. 

## Conexiones
La estación es abastecida por las siguientes conexiones de autobuses: 
- Rutas del CTA Buses y Pace
- #21 Cermak

Pace
- #392 Little Village-United Parcel Service